# 海富中心

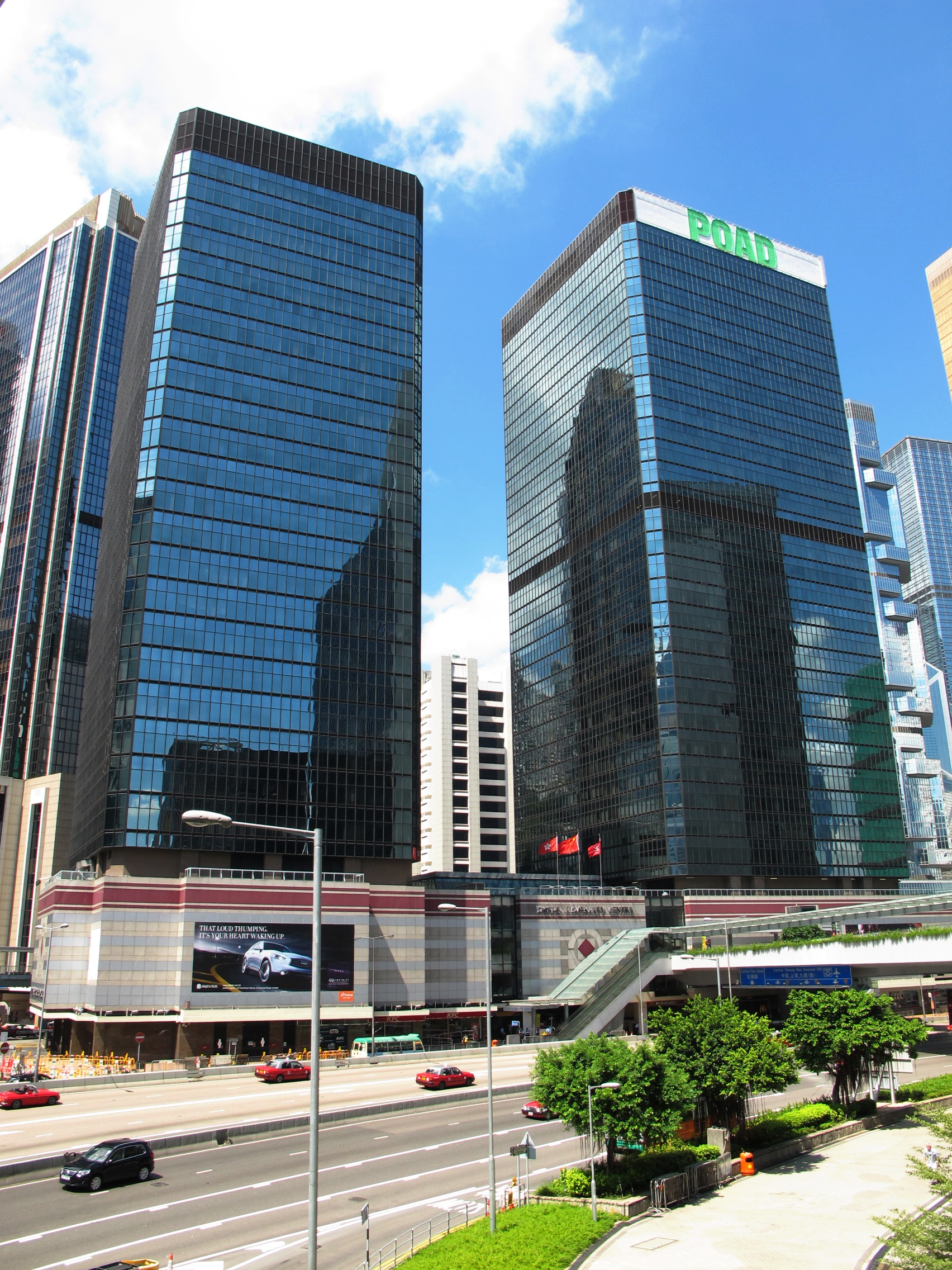
海富中心

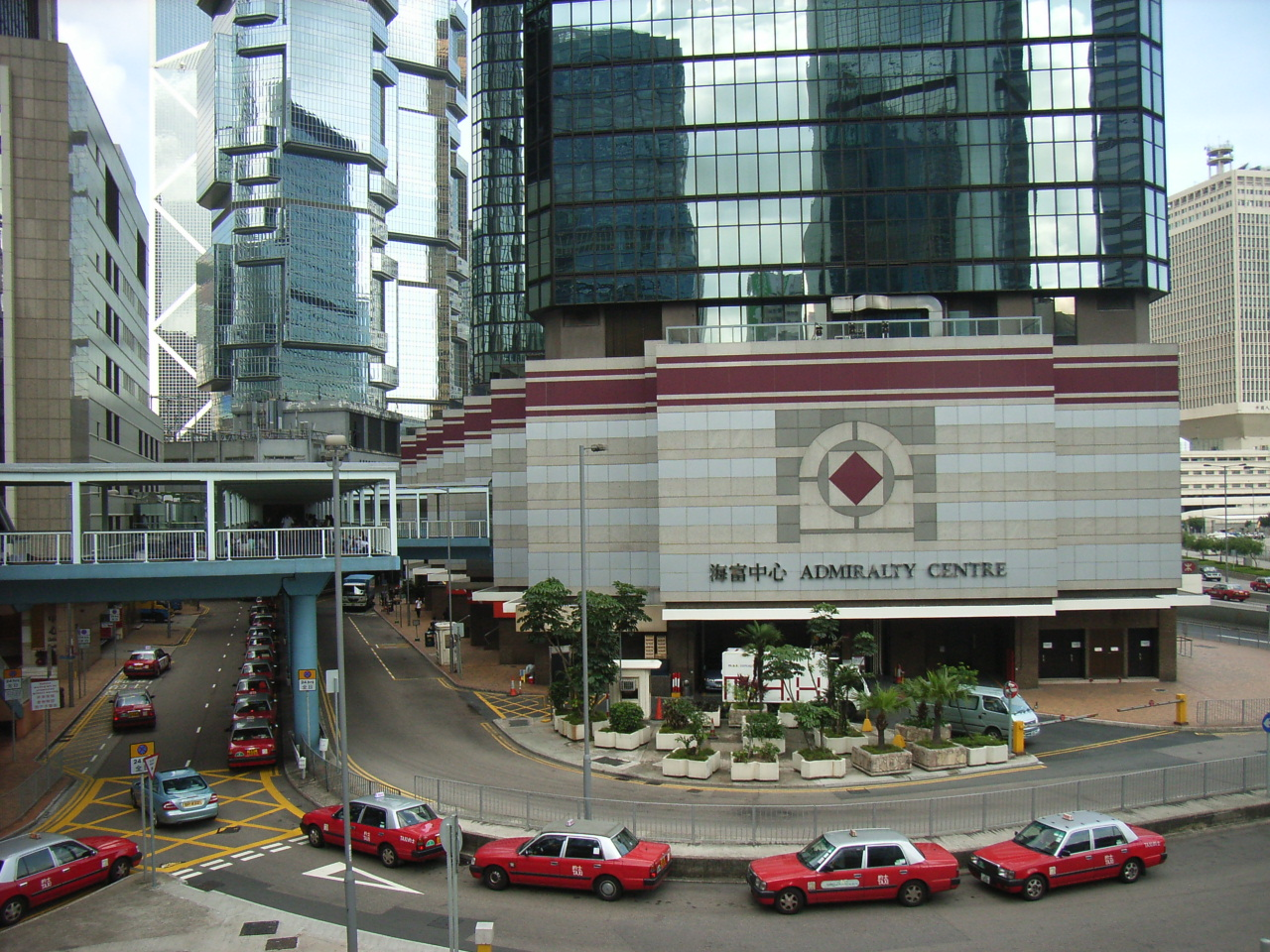
海富中心的東面外貌

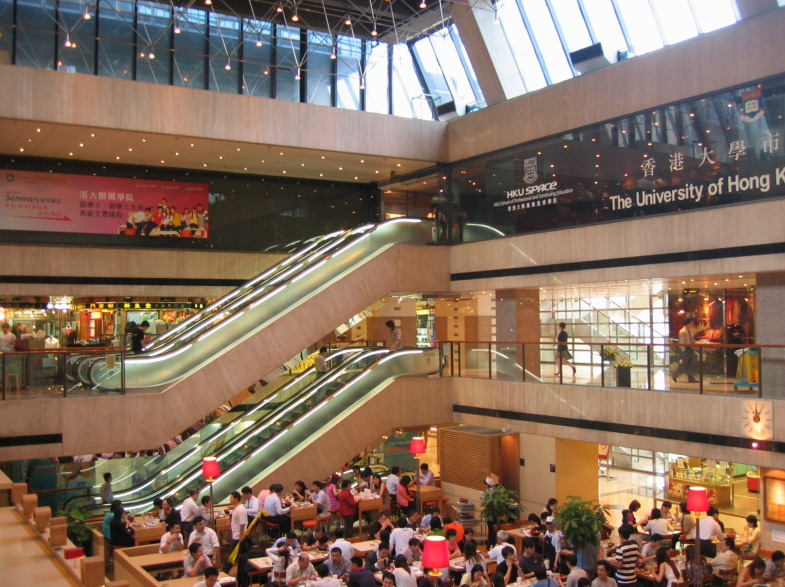
海富中心商場設香港大學專業進修學院金鐘教學中心，圖下方為美心Can．teen

海富中心（英語：Admiralty Centre）是位於香港金鐘夏愨道18號的一座多層大廈，由當時長江實業和前地下鐵路公司（今港鐵公司）興建的商廈，王歐陽建築師事務所設計，於1980年落成啟用。目前商場及商業大廈業權已分散。

## 商場
基座設樓高3層的商場，設有180間商店，主要租戶有香港大學專業進修學院金鐘教學中心、香港大學專業進修學院金鐘中醫臨床中心及中藥房、還有大型連鎖式快餐店（肯德基、麥當勞和大家樂）、髮廊及花店等，長江實業持有一樓23至26號、44號、81至83號、85至93號合共17個商場舖位的應佔權益。大家樂創辦人羅氏家族則持有一樓97號舖的權益。

## 商業大廈
商業大廈部份分為2座，第一座樓高32層；第二座樓高26層。可望金鐘夏慤花園及香港警察總部一帶的景色。租戶包括國際企業，還有政府組織及外國領事館。著名租戶包括花王集團（香港）及附屬公司、以色列駐港總領事館、法國駐港總領事館、阿爾巴尼亞駐港總領事館、新加坡駐港總領事館、約旦駐港名譽領事館和肯雅駐港名譽領事館等。
1980年代初期滙豐總行大廈重建期間，香港上海匯豐銀行曾暫借部分本廈商廈若干樓面作臨時辦公室，以容納因樓面面積關係而未能安置於華人行的部門（因主要租戶長江實業及信和置業未能及時騰空相應的樓面），直至總行分階段啟用為止。

## 升降機配置
海富中心升降機服務樓層列表（一律採用三菱電機升降機）
- No. 1-6（6部第1座來往5/F-18/F之升降機）：1、5-18
- No. 7-12（6部第1座來往20/F-32/F之升降機）：1、20-32
- No. 13（1部第1座消防及載貨升降機）：1-32、R
- No. 14（1部第1座平台消防及載貨升降機）：G、1-4
- No. 15-18（4部第2座來往5/F-16/F之升降機）：1、5-16（其中No. 15-16停4）
- No. 19-21（3部第2座來往17/F-26/F之升降機）：1、17-26
- No. 22（1部第2座消防及載貨升降機）：1-26
- No. 23（1部第2座平台消防及載貨升降機）：G、1-4
- No. 24（1部第2座來往5/F轉乘No. 22之升降機）：G、5（已封閉）

## 反修例示威者破壞海富中心玻璃欄桿事件
2019年9月15日，示威者破壞金鐘站多個出口，其中以雜物和水馬堵塞通往海富中心的A出口位置，然後敲碎海富中心出口的玻璃。之後示威者大力摇晃海富中心的玻璃欄桿，最後把連著玻璃的欄桿拆掉拋落金鐘站A出口，地上留下大堆玻璃碎。

## 外部連結
维基共享资源上的相關多媒體資源：海富中心

中原工商舖海富中心物業資料庫 （页面存档备份，存于）

## 資料來源
1. ↑  .   [2024-07-29]. （原始内容存档于2024-07-29）.
2. ↑  沙半山. . 香港01. 2019-09-12  [2019-09-12]. （原始内容存档于2020-02-04）.

22°16′45.5″N 114°09′54.3″E / 22.279306°N 114.165083°E